# Blues for Bouffémont
Blues for Bouffemont parfois connu ou décrit dans certaines versions comme The Invisible Cage,  est un album enregistré en studio, en France peu avant de revenir aux États-Unis par le pianiste américain de jazz Bud Powell avec Michel Gaudry à la basse et Art Taylor à la batterie. Bud Powell est mort le 31 juillet 1966 peu de temps après sa sortie du Sanatorium de Bouffémont, où il a passé trois ans.

## Histoire
Bud Powel vient jouer au Club Saint-Germain de Paris en 1957, accompagné de Pierre Michelot et Kenny Clarke. En 1959, il s'installe en France à l'automne, où il a rejoint son ami Kenny et où il est apprécié et hébergé par le pianiste Francis Paudras, qui collabore à des revues de jazz et des émissions radio, et veille sur lui de crainte qu'il ne retombe dans la drogue. Leur amitié a inspiré Autour de Minuit, de Bertrand Tavernier, qui contera en 1986 l'histoire d'un saxophoniste afro-américain qui vit à Paris dans les années 1950 à l'hôtel La Louisiane.
Cependant, il tombe gravement malade, nécessitant des soins d'urgence à l'hôpital Foch de Suresnes. Bud Powell, malade de la tuberculose, est arrivé très affaibli et très amaigri le 19 novembre 1963, en chambre individuelle au Sanatorium universitaire Jacques Arnaud, un établissement situé sur la commune de Bouffémont, près de Paris, dans le département du Val-d'Oise. Il est très choqué d'apprendre trois jours après, l'assassinat du président Kennedy. Philippe Koechlin écrit sur sa situation dans Jazz Hot, qui relate en janvier 1964 un projet de film puis lance le 13 mars à la Salle Wagram "six heures de concert" pour régler ses frais médicaux. Bud Powell est ensuite interviewé mai 1964 à Bouffémont par le pianiste de jazz Henri Renaud, alors à la tête du département Jazz de CBS France.
Le docteur Joussaume, qui dirige le sanatorium, estime que le moral aidera à sa guérison. Powell joue fréquemment sur le piano de l'établissement, accepte d'y donner des concerts privés et y écrit Blues for Bouffémont,, titre de son dernier album avant son décès en 1966, année de sa sortie de Bouffémont.
De retour chez les Paudras, il retrouve rapidement son aisance au piano, et se prépare à un séjour au mois d’août sur la côte normande. Mais une invitation, ce mois-là, à New York, en résidence à Birdland (d'où il sera renvoyé), modifie le cours des événements. Francis Paudras voyage avec lui et l'accompagne à New York avec le projet de le ramener à Paris, mais Powell disparaît et il revient seul. Une nouvelle descente aux enfers est vécue par le pianiste, avec d’autres hospitalisations, qui mène à sa mort le 31 juillet 1966.

## Réception
La réception de la critique a globalement été bonne. Ron Wynn a salué une musique « grouillante, parfois irrégulière mais toujours brûlante » tandis que Scott Yanow a jugé cet album « meilleur que prévu et probablement le dernier enregistrement valable [de Powell] ».
Un critique de Billboard a jugé Powell « vivant et en bonne santé » et souligné que « ses explorations à deux mains sont en grande partie ce qu'était le bebop. » 
Trevor Tolley, critique de Coda (en) a fait remarquer au contraire que « le doigté est mauvais : même lorsqu'il frappe les bonnes notes, il y a un manque de contrôle du ton et de l'emphase. » 
Jon Balleras, de DownBeat, a publié une critique plus mitigée, recommandant Like Someone in Love et Blues for Bouffemont mais critiquant le doigté des morceaux rythmés.

## Titres
Toutes les compositions sont de Bud Powell, sauf indication contraire :
1. Blues for Bouffemont – 5:44
2. In the Mood for a Classic – 5:42
3. Like Someone in Love (Johnny Burke, James Van Heusen) – 7:04
4. Little Willie Leaps (Miles Davis) – 4:08
5. My Old Flame (Sam Coslow, Arthur Johnston) – 4:15
6. Moose the Mooche (Charlie Parker) – 3:42
7. Una Noche con Francis – 4:04
8. Relaxin' at Camarillo (Parker) – 4:23

## Personnel
1. Bud Powell – piano
2. Michel Gaudry – basse
3. Art Taylor – batterie